# Jacinto Santos
Pour les articles homonymes, voir Santos (homonymie).
Jacinto Santos, de son nom complet Jacinto José Martins Godinho Santos, est un footballeur portugais né le 28 janvier 1941 à Matosinhos et mort le 21 juillet 2023. Il évoluait au poste de défenseur central.

## Biographie

### En club
Jacinto Santos commence sa carrière au Leixões Sport Club. Avec cette équipe, il remporte la Coupe du Portugal dès la première année.
En 1962, il rejoint le prestigieux Benfica Lisbonne. Il reste 9 saisons à Benfica. 
Avec le club lisboète, il atteint la finale de la Ligue des champions en 1968. Lors de la grande finale perdue 4-1 face à Manchester United, il est titulaire.
Avec Benfica, Jacinto Santos remporte sept titres de champion du Portugal et trois Coupes du Portugal. Il dispute avec ce club 115 matchs en championnat, inscrivant 5 buts.
En 1971, il est transféré au FC Porto, club où il termine sa carrière.

### En équipe nationale
Jacinto Santos reçoit cinq sélections en équipe du Portugal. Il inscrit deux buts en équipe nationale. Il ne participe toutefois à aucune phase finale de compétition internationale avec le Portugal.
Sa première sélection a lieu le 13 novembre 1966, lors d'un match face à la Suède. Ce match compte pour les éliminatoires de l'Euro 1968.
Sa dernière sélection a lieu le 4 mai 1969, lors d'une rencontre face à la Grèce comptant pour les éliminatoires de la Coupe du monde 1970.
Il inscrit un doublé face à la Roumanie le 27 octobre 1968, lors des éliminatoires de la Coupe du monde 1970.

## Carrière
- 1960-1962 :  Leixões SC
- 1962-1971 :  Benfica Lisbonne
- 1971-1972 :  FC Porto

## Palmarès
- Finaliste de la Ligue des champions en 1968 avec le Benfica Lisbonne
- Champion du Portugal en 1963, 1964, 1965, 1967, 1968, 1969 et 1971 avec le Benfica Lisbonne
- Vainqueur de la Coupe du Portugal en 1964, 1969 et 1970 avec le Benfica Lisbonne
- Vainqueur de la Coupe du Portugal en 1961 avec Leixões